# Словари немецкого языка

## Первые словари
- Иоганн Кристоф Аделунг выпустил в 1781 году первый большой словарь.
- Братья Гримм в 1852 году начали создание обширного Словаря немецкого языка (Deutsches Wörterbuch), который был завершён лишь в 1961 году.
- Конрад Дуден в 1880 году выпустил первое издание орфографического словаря немецкого языка.

## Современные словари немецкого языка

### Издательский дом Дуден
Основанный Конрадом Дуденом издательский дом Дуден выпускает под своей маркой множество словарей немецкого языка, в том числе
- 12-томный словарь немецкого языка. С 1880 по 1996 года являлся единственным авторитетным источником, использующимся для определения правильности написания слов в официальной переписке и учебных заведениях. Первый том, являющийся орфографическим словарём, выдержавшим 24 издания, выпускается также отдельно под названием «малый Дуден» (Der kleine Duden)[1].
- Большой словарь немецкого языка (Großes Wörterbuch der deutschen Sprache) в 10 томах.
- Универсальный словарь немецкого языка (Deutsches Universalwörterbuch), сочетающий в себе орфографический, толковый, этимологический, грамматический и стилистический словари.
- Большой словарь иностранных слов (Das große Fremdwörterbuch), описывающий произношение и применение слов иностранного происхождения, а также словарь синонимов для замены их немецкими аналогами.

### Вариг
Вариг — словарь немецкого языка (Wahrig. Deutsches Wörterbuch), выдержавший 7 изданий. Изначально выпускался Герхардом Варигом, а ныне — издательством Бертельсманн под редакцией его четвёртой дочери Ренаты Вариг-Бурфайнд. Кроме самого словаря немецкого языка, в серии «Вариг» выходят также:
- этимологический словарь,
- словарь иностранных слов
- словарь синонимов
- справочник по грамматике.

### Другие
- Словарь немецкого языка Пауля Германа (Paul Hermann. Deutsches Wörterbuch), выдержавший 10 изданий. Выпускается издательством Нимаер (Max Niemeyer Verlag).

### Немецко-немецкие словари
- wortschatz.Uni-Leipzig.de
- Duden online
- Немецкий Викисловарь

### Немецко-английские словари
- dict.cc
- leo.org
- canoo.net
- en.pons.eu

### Немецко-русские словари
- Яндекс. Словари (недоступная ссылка с 14-06-2016 [3203 дня])
- ABBYY Lingvo